# Břidličná
Břidličná är en stad i Tjeckien. Den ligger i den östra delen av landet, 210 km öster om huvudstaden Prag. Břidličná ligger 532 meter över havet och antalet invånare är 3 698.
Terrängen runt Břidličná är varierad. Břidličná ligger nere i en dal. Runt Břidličná är det ganska glesbefolkat, med 25 invånare per kvadratkilometer. Närmaste större samhälle är Bruntál, 10,8 km nordost om Břidličná. Omgivningarna runt Břidličná är en mosaik av jordbruksmark och naturlig växtlighet.